# Dusona obscuripes
Dusona obscuripes là một loài tò vò trong họ Ichneumonidae.